# Ardèche Classic 2020
La Ardèche Classic 2020, ventesima edizione della corsa e valevole come nona prova dell'UCI ProSeries 2020 categoria 1.Pro, si svolse il 29 febbraio 2020 su un percorso di 184,4 km, con partenza e arrivo a Guilherand-Granges, in Francia. La vittoria fu appannaggio del francese Rémi Cavagna, il quale completò il percorso in 5h23'59", alla media di 35,329 km/h, precedendo l'estone Tanel Kangert e il connazionale Guillaume Martin.
Sul traguardo di Guilherand-Granges 43 ciclisti, su 134 partenti, portarono a termine la competizione.

## Squadre e corridori partecipanti
| N.    | Cod. | Squadra                    |
| ----- | ---- | -------------------------- |
| 1-7   | TDE  | Total Direct Énergie       |
| 11-17 | DQT  | Deceuninck-Quick Step      |
| 21-26 | TFS  | Trek-Segafredo             |
| 31-37 | GFC  | Groupama-FDJ               |
| 41-47 | EF1  | EF Pro Cycling             |
| 51-57 | NTT  | NTT Pro Cycling            |
| 61-67 | COF  | Cofidis, Solutions Crédits |
| 71-77 | WVA  | Bingoal-Wallonie Bruxelles |
| 81-87 | ALM  | AG2R La Mondiale           |
| 91-97 | ARK  | Team Arkéa-Samsic          |

| N.      | Cod. | Squadra                  |
| ------- | ---- | ------------------------ |
| 101-107 | NDP  | Nippo Delko Provence     |
| 111-117 | VCB  | B&B Hotels-Vital Concept |
| 121-127 | BBH  | Burgos-BH                |
| 131-137 | FOR  | Fundación-Orbea          |
| 141-147 | RLY  | Rally Cycling            |
| 151-157 | THR  | Vini Zabù KTM            |
| 161-167 | CJR  | Caja Rural-Seguros RGA   |
| 171-177 | CWG  | Circus-Wanty Gobert      |
| 181-187 | RIW  | Riwal-Readynez           |
| 191-197 | AUB  | St Michel-Auber 93       |

## Ordine d'arrivo (Top 10)
| Pos. | Corridore         | Squadra    | Tempo    |
| ---- | ----------------- | ---------- | -------- |
| 1    | Rémi Cavagna      | Deceuninck | 5h13'10" |
| 2    | Tanel Kangert     | EF         | a 2'51"  |
| 3    | Guillaume Martin  | Cofidis    | a 2'55"  |
| 4    | Warren Barguil    | Arkéa      | a 3'24"  |
| 5    | Nicolas Edet      | Cofidis    | a 4'35"  |
| 6    | Lorenzo Rota      | Vini Zabù  | a 5'07"  |
| 7    | M. Frølich Honoré | Deceuninck | a 5'22"  |
| 8    | Ben King          | EF         | a 5'36"  |
| 9    | Nans Peters       | AG2R       | a 5'38"  |
| 10   | Andrea Bagioli    | Deceuninck | a 5'43"  |